# 71-431
71-431は、ロシア連邦の輸送用機器メーカーであるウラルトランスマッシュが展開する路面電車車両。大都市・サンクトペテルブルクの路面電車であるサンクトペテルブルク市電向けに開発された超低床電車で、1950年代 - 1960年代の車両をモチーフとしたレトロな車体デザインを有する。

## 概要
ロシア連邦の大都市・サンクトペテルブルクの路面電車であるサンクトペテルブルク市電のうち、3・6・16・40号線に使用される車両が在籍する第3車庫（Трамвайный парк № 3）への入出庫用の区間には半径14 mという急曲線が存在し、半径16 - 18 mの曲線走行を前提とした既存の超低床電車では走行が難しい状況にあった。それを受け、第3車庫への納入を前提とした新型形式の1つとして2022年に発表された車両の1つが「71-431」である。運用にあたっては「71-431R（71-431Р）」という形式名が与えられている一方、計画当初はサンクトペテルブルク市内の歴史的地区が由来の「コロムナ（Коломна）」という愛称で呼ばれていたが、運行開始を控えた2023年に作家にちなんだ「ドストエフスキー（Достое́вский）」に変更されている。
前後車体に運転台を、車体両側に乗降扉を備えた両運転台・両方向型の3車体連接車で、半径14 mの急曲線が走行可能な独自の設計が用いられている。車体デザインは1950 - 1960年代のサンクトペテルブルク市電の主力車両であったLM-57が基になっており、上半分をクリーム色、下半分を緑色とした塗装は、SNSで実施された人気投票を基に決定されている。
全体がバリアフリーに適した低床構造となっている車内には冷暖房双方に適した空調が完備されている他、車椅子やベビーカー用のフリースペース、車両の位置表示や観光情報などが表示される情報ディスプレイなどが存在する。また、車両にはサンクトペテルブルク市電の新型超低床電車に採用されている安全システムが設けられており、車載ナビゲーション装置や通信機器、人工知能を活用した安全システムによって、運転士の支援や安全性向上が図られている。
営業運転には2023年10月から投入されており、合計42両の導入が予定されている。

## 関連形式
- 71-421R「ドヴラートフ」 - 71-431R「ドストエフスキー」と共に第3車庫へ向けて導入が進められている、片運転台式の2車体連接車[1][2][3][4][5][6]。

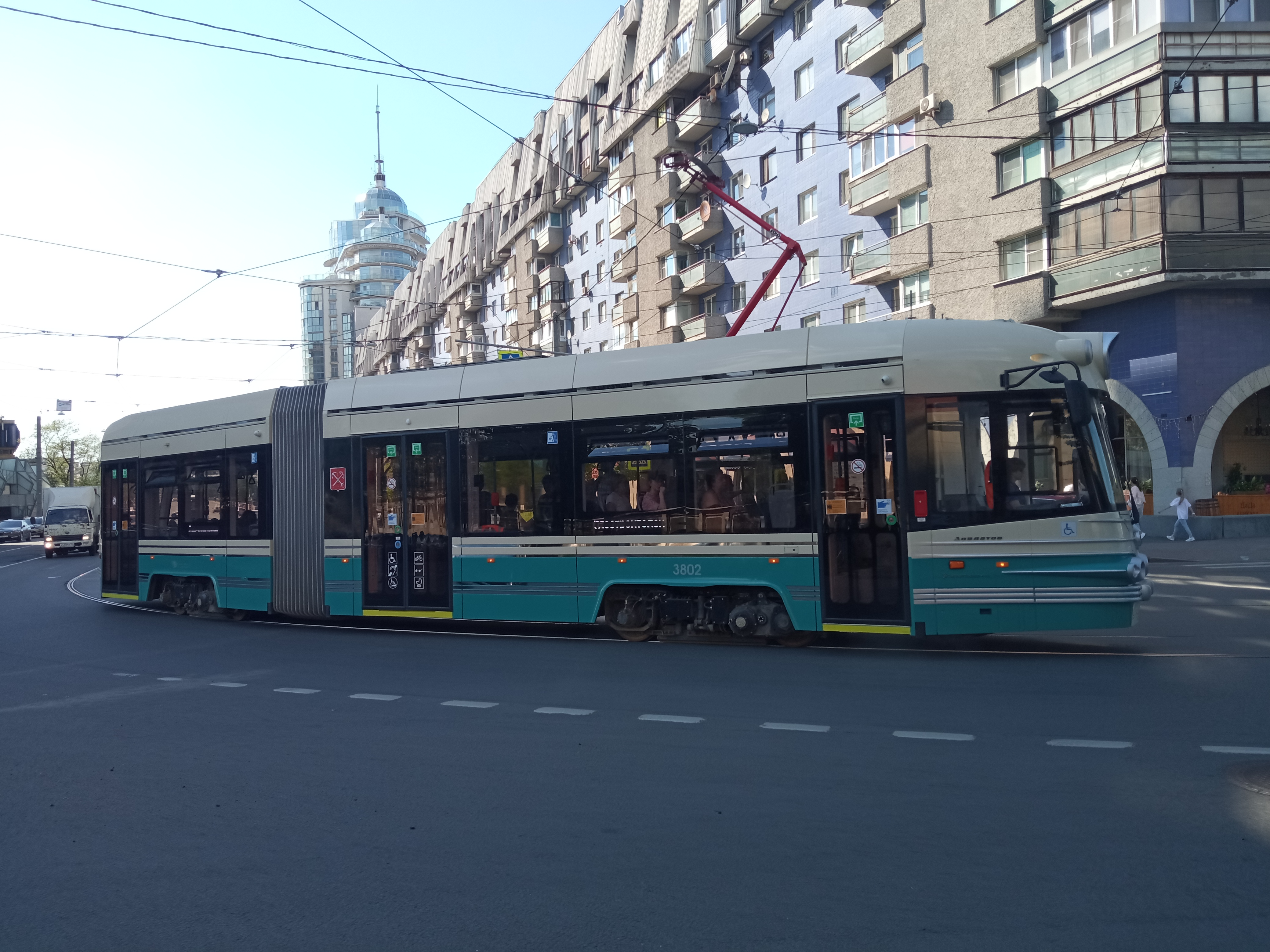
71-421R「ドヴラートフ」（2024年撮影）